# 兵庫医科大学ささやま医療センター
兵庫医科大学ささやま医療センター（ひょうごいかだいがくささやまいりょうセンター）は、兵庫県丹波篠山市にある、兵庫医科大学の付属病院（篠山キャンパス）である。

## 概要
1952年に開設された国立篠山病院を起源とする。その後、国立病院・療養所の再編成計画に伴い、国立篠山病院は学校法人兵庫医科大学に譲渡された。
丹波地域の基幹病院で、へき地での勤務や総合診療の経験を積んだ医師と、本院（西宮キャンパス）から赴任してきた専門医が勤務し、地域ニーズに応じた診療体制を整えている。また、若手研修医や兵庫医科大学・兵庫医療大学の実習生を積極的に受け入れるなど、医療人の育成の場にもなっており、総合診療（プライマリ・ケア）に注力するほか、高齢化が進む丹波地域の特性に応じた地域包括ケアにも取り組み、地域包括ケア病棟、在宅サポート入院、訪問診療にも注力。地元出身の医師やスタッフが多い。

## 沿革
- 1952年9月 - 国立篠山病院を開設。
- 1997年10月 - 国立篠山病院より経営移譲を受け、兵庫医科大学篠山病院を開設[3]。
- 1999年6月 - リハビリテーションセンターを開設[3]。
- 1999年9月 - ささやま老人保健施設開設[3]。
- 2000年4月 - ささやま居宅支援事業所開設[3]。
- 2005年5月 - ささやま居宅支援事業所閉所[3]。
- 2010年6月 - 病院の新築移転を行い、兵庫医科大学ささやま医療センターに名称変更[3]。

## 診療科・部門

### 診療部
- 総合診療・家庭医療科（内科）
  - 循環器内科
  - 肝・胆・膵内科
  - 呼吸器内科
  - 消化器・内視鏡科
  - 栄養サポート科
- 救急科
- 外科
- 整形外科
- 小児科
- 産婦人科
- 放射線科
- 麻酔科
- リハビリテーション科

（非常設科）
- 眼科
- 耳鼻咽喉科
- 皮膚科
- 精神科
- 神経内科
- 脳神経外科
- 泌尿器科

### 医療技術部
- リハビリテーション室
- 検査室
- 放射線室
- 薬剤室
- 臨床栄養室
- ME室

## 医療機関の指定・認定
（下表の出典）
| 保険医療機関                                   | へき地医療拠点病院                       |
| 労災保険指定医療機関                           | 指定自立支援医療機関（更生医療）         |
| 臨床研修病院                                   | 指定自立支援医療機関（精神通院医療）     |
| 身体障害者福祉法指定医の配置されている医療機関 | 精神保健指定医の配置されている医療機関   |
| 生活保護法指定医療機関                         | 結核指定医療機関                         |
| 指定養育医療機関                               | 指定小児慢性特定疾病医療機関             |
| 特定疾患治療研究事業委託医療機関               | 原子爆弾被害者一般疾病医療機関           |
| 公害医療機関                                   | 母体保護法指定医の配置されている医療機関 |

- 救急告示病院[5]
- 在宅療養支援病院[6]
- 公益財団法人日本医療機能評価機構認定病院[7]
- このほか、各種法令による指定・認定病院であるとともに、各学会の認定施設でもある。

## 交通アクセス
- JR福知山線「篠山口駅」（西口）からウイング神姫（旧神姫グリーンバス）乗車「二階町」バス停下車、所要時間は約20分。

## 関連施設
- 兵庫医科大学ささやま老人保健施設（老健・デイケア） - 丹波篠山市黒岡36番地
- 兵庫医科大学ささやま居宅介護支援事業所（訪問看護・訪問介護） - 丹波篠山市黒岡36番地